# حمام چماه
حمام چماه مربوط به دوره قاجار است و در کوهبنان، چهارراه امام، خیابان طالقانی غربی، پایین‌تر از خیابان فردوسی، سمت چپ، مجاور ترمینال مسافرتی واقع شده و این اثر در تاریخ ۱۸ اسفند ۱۳۸۷ با شمارهٔ ثبت ۲۵۲۹۷ به‌عنوان یکی از آثار ملی ایران به ثبت رسیده است.